# Cybianthus subspicatus
Cybianthus subspicatus är en viveväxtart som beskrevs av George Bentham och Friedrich Anton Wilhelm Miquel. Cybianthus subspicatus ingår i släktet Cybianthus, och familjen viveväxter. Inga underarter finns listade i Catalogue of Life.